# Glauconome curta
Glauconome curta is een tweekleppigensoort uit de familie van de Glauconomidae. De wetenschappelijke naam van de soort is voor het eerst geldig gepubliceerd in 1844 door Reeve.